# Cauchy–Davenport-lemma
A Cauchy–Davenport-lemma az additív számelmélet egyik fontos elemi tétele.

## A tétel állítása
Ha {\displaystyle p} prímszám, {\displaystyle A} és {\displaystyle B} {\displaystyle p} szerinti maradékosztályok nemüres halmazai és {\displaystyle |A|+|B|\leq p+1}, akkor
 Továbbá, ha {\displaystyle |A|+|B|>p} akkor {\displaystyle A+B} tartalmaz minden {\displaystyle p} szerinti maradékosztályt. Itt {\displaystyle A+B} az
{\displaystyle \{x+y|x\in A,y\in B\}}
komplexusösszeget jelöli.

## A tétel bizonyítása
Először a második állítást igazoljuk. Tegyük tehát fel, hogy {\displaystyle |A|+|B|>p}. Legyen {\displaystyle c} tetszőleges {\displaystyle p} szerinti maradékosztály. Legyen {\displaystyle B'=\{c-x|x\in B\}}. Nyilván {\displaystyle B} és {\displaystyle B'} elemszáma ugyanannyi (hiszen {\displaystyle B} elemeit tükröztük {\displaystyle p/2}-re és ciklikusan elforgattuk {\displaystyle c}-vel). Mivel így {\displaystyle |A|+|B'|>p} az {\displaystyle A} és {\displaystyle B'} halmazoknak van közös elemük. De ha {\displaystyle x} ilyen elem, akkor {\displaystyle c\equiv x+(c-x){\pmod {p}}}, azaz {\displaystyle c} kongruens egy {\displaystyle A}-beli és egy {\displaystyle B}-beli elem összegével.
A tétel első, lényegesebb állítását {\displaystyle B} elemszámára vonatkozó teljes indukcióval igazoljuk. Ha {\displaystyle B} egyetlen elemből, mondjuk {\displaystyle b}-ből áll, akkor a halmazok összege {\displaystyle \{x+b|x\in A\}}, tehát {\displaystyle A}-nak {\displaystyle b}-vel való ciklikus körbetoltja, ennek valóban annyi eleme van, mint {\displaystyle A}-nak.
Tegyük most fel, hogy {\displaystyle |B|\geq 2}.
Lemma. Van olyan {\displaystyle c} maradékosztály hogy ha {\displaystyle A'=A+c}, akkor {\displaystyle A'\cap B} nemüres és nem egyenlő {\displaystyle B}-vel.
Bizonyítás. Válasszuk {\displaystyle B}-ből a különböző {\displaystyle b,b'} elemeket. Van olyan {\displaystyle a\in A}, amire {\displaystyle a+(b'-b)\notin A}, mert különben {\displaystyle A} zárt lenne a {\displaystyle x\mapsto x+(b'-b)} hozzárendelésre, de ekkor {\displaystyle A} bármelyik eleméből kiindulva ismételt hozzáadással {\displaystyle p-1} lépésben megkapnánk minden maradékosztályt, tehát {\displaystyle A} elemszáma {\displaystyle p} lenne, ellentmondás. Létezik tehát az említett {\displaystyle a\in A} elem. Azt állítjuk, hogy a {\displaystyle c=b-a} választás jó. Valóban, {\displaystyle A'\cap B} nemüres, mert tartalmazza a {\displaystyle b=a+(b-a)} elemet. Ugyanakkor {\displaystyle b'\notin A'\cap B}, hiszen, ha lenne {\displaystyle a'\in A}, amire {\displaystyle a'+(b-a)\equiv b'} teljesülne, akkor {\displaystyle a'\equiv a+(b'-b)} lenne, amit kizártunk.
A tétel bizonyításához visszatérve jegyezzük meg, hogy {\displaystyle |A'|=|A|} és {\displaystyle |A'+B|=|A+B|} hiszen mindkét esetben ciklikus eltoltról van szó. Elég tehát {\displaystyle |A'+B|\geq |A'|+|B|-1}-et igazolni.
Legyen {\displaystyle A^{*}=A'\cup B}, {\displaystyle B^{*}=A'\cap B}. Ezek nemüres halmazok és a szita formula szerint {\displaystyle |A^{*}|+|B^{*}|=|A'|+|B|}. Könnyű látni, hogy {\displaystyle A^{*}+B^{*}\subseteq A'+B} és mivel {\displaystyle |B^{*}|<|B|}, az indukciós hipotézis szerint {\displaystyle |A^{*}+B^{*}|\geq |A^{*}|+|B^{*}|-1}. Ezzel viszont készen vagyunk, hiszen az eddigiek szerint

## Lásd még
A fenti egyenlőtlenség felhasználható az Erdős–Ginzburg–Ziv-tétel bizonyításánál.

## Szakirodalom
1. A. L. Cauchy: Recherches sur les nombers, J. Ecole Polytechniques, 9(1813), 99–123.
2. H. Davenport: On the addition of residue classes, J. London Math. Soc., 10(1935), 30–32.
3. H. Davenport: A historical note. J. London Math. Soc., 22 (1947), 100–101.